# Canyon (Teksas)
Canyon je grad u američkoj saveznoj državi Teksas. Prema popisu stanovništva iz 2010. u njemu je živjelo 13.303 stanovnika.